# ناثانيل شميت
ناثانيل شميت (بالإنجليزية: Nathaniel Schmidt)‏ هو مستشرق أمريكي، ولد في 22 مايو 1862 في Hudiksvall ‏ في السويد، وتوفي في 29 يونيو 1939.